# Холменколен
Вижте пояснителната страница за други значения на Холменколен.
Холменколен (на норвежки: Holmenkollen) е квартал на норвежката столица, Осло, носещ името на едноименния хълм, на който е разположен.
В Холменколен се намират едноименният националнен ски център, включващ едноименната шанца, който е най-посещаваната туристическа атракция в Норвегия. В ски центъра, който включва и музей, ежегодно се провеждат състезания от световните купи по ски северни дисциплини, а през 2011 г. в него се провежда и световното първенство по ски северни дисциплини. Заедно със състезанията се провежда и ски фестивалът „Холменколен“.